# 1. FC Eislingen
Maillots
Dernière mise à jour : 9 avril 2011.
Le 1. FC Eislingen est un club allemand de football localisé à Eislingen/Fils dans le Bade-Wurtemberg.

## Histoire
Le 1. FC Eislingen a été fondé le 10 janvier 1914. Avant la Seconde Guerre mondiale, le club évolua en B-Klasse et en A-Klasse.
En 1934 le cercle remporta son championnat. 
En vue de la saison 1944-1945, 1. FC Eislingen accéda à la Gauliga Württemberg mais les compétitions ne se terminèrent pas en raison de l’évolution du conflit.
En 1945, le club fut dissous par les Alliés, comme tous les clubs et associations allemands (voir Directive n°23). Il fut rapidement reconstitué.
Dans les années 1950, le club joua en 1. Amateurliga Würrtemberg. Vice-champion en 1954, le 1. FC Eislingen remplaça le VfB Friedrichshafen (champion en Amateurliga) qui avait renoncé à participer au tour final pour la montée en 2. Oberliga Süd. Eislingen termina 6e et dernier. 
Encore vice-champion en 1955, le club remporta la Württemberg Pokal (Coupe du Wurtemberg) l’année suivante.
En 1961, le 1. FC Eislingen fut relégué en 2. Amateurliga. Dans les années 1960 et 1970, le club fit la navette entre 3e et 4e niveau de la hiérarchie.
En 1978, le 1. FC Eislingen termina 3e en 1. Amateurliga Württemberg et se qualifia pour être un des clubs fondateurs de la Oberliga Baden-Württemberg, une ligue créée au 3e niveau sous la Bundesliga et la 2. Bundesliga. Le club s’y classa troisième en 1979. Il en fut relégué en 1981.
Par la suite, le 1. FC Eislingen ne dépassa plus le 4e niveau. Au contraire, il recula dans hiérarchie.
En 2005, le cercle remporta sa série de Landesliga et monta en Verbandsliga Württemberg, une lige alors située au 5e étage de la pyramide du football allemand. Après une saison, il redescendit.
En 2010-2011, le 1. FC Eisling évolue en Landesliga Württemberg, Groupe 2, soit au 7e niveau de la hiérarchie de la DFB.

## Palmarès
- Vice-champion de la 1. Amateurliga Württemberg (III): 1954, 1955.
- Champion de la 2. Amateurliga Württemberg (IV): 1962, 1975.
- Champion de la Landesliga Württemberg (VI): 2005.

- Vainqueur de la Württembergischer Pokal: 1956, 1978.
- Finaliste de la Württembergischer Pokal: 1957.